# Minorité
Pour l'état d'une personne qui n'a pas encore atteint l'âge légal et ne peut pas être considérée comme pleinement responsable de ses actes, n'étant pas majeure, voir Majorité civile.
 (juillet 2024).
La minorité est, dans un groupe donné, le regroupement du plus petit nombre face au regroupement du plus grand nombre, la minorité s'opposant à la majorité. En sociologie, la notion de minorité est souvent associée à un état d'infériorité.

## Les minorités nationales
On a longtemps parlé de minorités nationales, notamment à propos des pays et des populations inclus dans l'Empire austro-hongrois d'avant 1918, même s'il était évident que cette situation concernait également des peuples d'autres États. Cette terminologie n'a pas été retenue en droit international, mais le concept de minorité a été adopté et est largement utilisé.

## Les minorités en droit international
En droit international, une minorité est un groupement de personnes liées entre elles par des affinités religieuses, linguistiques, ethniques, politiques, englobées dans une population plus importante d'un État, de langue, d'ethnie, de religion, de politique différentes.
Le droit des minorités est reconnu et décrit dans diverses chartes ou déclarations internationales (Pacte international relatif aux droits civils et politiques, Déclaration des droits de l'enfant, Convention-cadre pour la protection des minorités nationales etc.).
On parle donc, dans les textes internationaux de l’ONU et de l’UNESCO, des droits des minorités ethniques, linguistiques, religieuses :
- exemples de minorités ethniques : les Hongrois de Transylvanie (Roumanie), de Slovaquie et de Serbie ; les Kurdes de Turquie et d’Irak, les Indiens des États-Unis et les Minorités visibles au Canada ;
- exemples de minorités linguistiques : les francophones de Louisiane, les bretonnants de France, les franco-ontariens et les Acadiens au Canada ;
- exemples de minorités religieuses : les catholiques d’Irlande du Nord (en passe de devenir une majorité) et les juifs du Maroc ;
- exemples de minorité nationale[1] : les Bretons en France (si les bretonnants sont une minorité linguistique, les Bretons sont d'après certains une minorité nationale[2],[3],[4],[5],[6],[7]).

## Droits
Les droits des minorités sont reconnus, au moins officiellement, par divers États selon les recommandations des instances internationales, principalement de l’ONU et de l’UNESCO. En Europe, ce n’est le cas ni de la France, ni de la Grèce, ni de la Turquie.
Mais la doctrine favorable en droit international désigne deux classes de droits, l'une est le droit matériel et l'autre est appliquée au droit moral.
L'article 27 du Pacte international relatif aux droits civils et politiques affirme la protection des droits des minorités religieuses, ethniques et linguistiques, et l'article 5 de la Convention concernant la lutte contre la discrimination dans le domaine de l'enseignement protège l'emploi ou l'enseignement de leur propre langue par les minorités nationales.

#### Droit international
- Anthropologie juridique
- Peuple autochtone, Droit des peuples autochtones (Déclaration des droits des peuples autochtones)
- Coutume, Savoirs traditionnels
- Colonisation, Décolonisation, Droit des peuples à disposer d'eux-mêmes
- Doctrine de la découverte, Terra nullius

#### Bulles pontificales
- Dum diversas (1452)
- Romanus pontifex (1455)
- Aeterni regis (1481)
- Dudum siquidem (1493)
- Inter caetera (1493)

#### Études théoriques
- Études postcoloniales
- Vulnérabilité sociale